# Persone di nome Mariano
| Questa pagina contiene informazioni ricavate automaticamente dalle voci biografiche con l'ausilio del template Bio e di un bot. L'aggiornamento è periodico e automatico e ricostruisce completamente la pagina. Se manca una persona in questa lista, sei pregato di non aggiungerla, ma accertati piuttosto che la sua voce biografica contenga il template Bio e che i dati anagrafici siano correttamente compilati. Se il template Bio manca, inseriscilo tu stesso o, in alternativa, metti l'avviso {{tmp\|Bio}} che ne segnala la mancanza. Se i dati riportati sono sbagliati, correggi direttamente la voce biografica; le modifiche saranno visibili in questa lista entro pochi giorni. Per chiarimenti vedi il progetto antroponimi. La lista contiene solo le 240 persone che sono citate nell'enciclopedia e per le quali è stato implementato correttamente il template Bio. Pagina aggiornata al 22 lug 2025. |

Questa è una lista di persone presenti nell'enciclopedia che hanno il nome Mariano, suddivise per attività principale.

## Abati(1)
- Mariano Armellini, abate e letterato italiano (Ancona, n. 1662 - Foligno, † 1737)

## Allenatori di calcio(10)
- Mariano Barbosa, allenatore di calcio e ex calciatore argentino (Lanús, n. 1984)
- Mariano Barreto, allenatore di calcio portoghese (Ribandar, n. 1957)
- Mariano Bombarda, allenatore di calcio e ex calciatore spagnolo (Cadice, n. 1972)
- Mariano Coccia, allenatore di calcio e ex calciatore italiano (Spinetoli, n. 1962)
- Mariano Echeverría, allenatore di calcio e ex calciatore argentino (Mar del Plata, n. 1981)
- Mariano García Remón, allenatore di calcio e ex calciatore spagnolo (Madrid, n. 1950)
- Mariano Messera, allenatore di calcio e ex calciatore argentino (Posadas, n. 1978)
- Mariano Soso, allenatore di calcio argentino (Rosario, n. 1981)
- Mariano Toedtli, allenatore di calcio e ex calciatore argentino (Córdoba, n. 1976)
- Mariano Uglessich, allenatore di calcio e ex calciatore argentino (Buenos Aires, n. 1981)

## Allenatori di calcio a 5(1)
- Mariano Tallaferro, allenatore di calcio a 5 e ex giocatore di calcio a 5 argentino (Buenos Aires, n. 1974)

## Allenatori di pallacanestro(1)
- Mariano Manent, allenatore di pallacanestro e arbitro di pallacanestro argentino (Córdoba, n. 1904 - Avilés, † 1993)

## Allenatori di tennis(2)
- Mariano Hood, allenatore di tennis e ex tennista argentino (Buenos Aires, n. 1973)
- Mariano Puerta, allenatore di tennis e ex tennista argentino (Córdoba, n. 1978)

## Archeologi(1)
- Mariano Armellini, archeologo e storico italiano (Roma, n. 1852 - Roma, † 1896)

## Architetti(4)
- Mariano Falcini, architetto italiano (Campi Bisenzio, n. 1804 - Firenze, † 1885)
- Mariano Pallottini, architetto e urbanista italiano (Carassai, n. 1911 - Roma, † 1998)
- Mariano Pittana, architetto italiano (Morsano al Tagliamento, n. 1908 - Udine, † 1986)
- Mariano Smiriglio, architetto, pittore e decoratore italiano (Palermo, n. 1561 - Palermo, † 1636)

## Arcivescovi cattolici(2)
- Mariano Bianco, arcivescovo cattolico italiano (Napoli, n. 1775 - † 1851)
- Mariano Ricciardi, arcivescovo cattolico italiano (Napoli, n. 1814 - Sorrento, † 1876)

## Artigiani(1)
- Mariano Coppedè, artigiano, scultore e intagliatore italiano (Firenze, n. 1839 - Firenze, † 1920)

## Artisti(1)
- Mariano Moroni, artista italiano (Nereto, n. 1954)

## Attori(8)
- Mariano Bottino, attore italiano (Catania, n. 1882 - Catania, † 1966)
- Mariano D'Angelo, attore e scrittore italiano (Airola, n. 1966)
- Mariano González, attore argentino (Buenos Aires, n. 1992)
- Mariano Llorente, attore, regista e drammaturgo spagnolo (Madrid, n. 1965)
- Mariano Martínez, attore argentino (Buenos Aires, n. 1978)
- Mario Pilar, attore francese (Grenoble, n. 1927)
- Mariano Rigillo, attore e doppiatore italiano (Napoli, n. 1939)
- Mariano Torre, attore e cantante argentino (Ushuaia, n. 1977)

## Avvocati(1)
- Mariano Gomar de las Infantas, avvocato e politico spagnolo (Lleida, n. 1855 - † 1923)

## Baritoni(2)
- Mariano Padilla y Ramos, baritono spagnolo (Murcia, n. 1842 - Parigi, † 1906)
- Mariano Stabile, baritono italiano (Palermo, n. 1888 - Milano, † 1968)

## Batteristi(1)
- Mariano Barba, batterista italiano (Napoli, n. 1978)

## Calciatori(45)
- Mariano Acevedo, calciatore honduregno (El Progreso, n. 1983)
- Mariano Alessandroni, calciatore italiano (Roma, n. 1900 - Roma, † 1980)
- Mariano Amaro, calciatore e allenatore di calcio portoghese (Lisbona, n. 1915 - † 1978)
- Mariano Andújar, ex calciatore argentino (Buenos Aires, n. 1983)
- Mariano Arini, calciatore italiano (Napoli, n. 1987)
- Mariano Arrate, calciatore spagnolo (San Sebastián, n. 1892 - San Sebastián, † 1963)
- Mariano Ayneto, ex calciatore spagnolo (Saragozza, n. 1962)
- Mariano Barbieri, calciatore argentino (Chivilcoy, n. 1990)
- Mariano Berriex, ex calciatore argentino (Quilmes, n. 1989)
- Mariano Biondi, calciatore e allenatore di calcio argentino (Buenos Aires, n. 1950 - Buenos Aires, † 2015)
- Mariano Bogliacino, ex calciatore uruguaiano (Colonia del Sacramento, n. 1980)
- Mariano Ahouangbo, calciatore beninese (Porto-Novo, n. 2002)
- Mariano Bíttolo, calciatore argentino (Morón, n. 1990)
- Mariano Castellani, calciatore italiano (Quinto di Valpantena, n. 1903)
- Mariano Donda, ex calciatore argentino (Buenos Aires, n. 1982)
- Mariano Díaz Mejía, calciatore dominicano (Barcellona, n. 1993)
- Mariano Fabiani, calciatore italiano (Castellammare Adriatico, n. 1914)
- Mariano Faraone, calciatore italiano (Lucca Sicula, n. 1923 - † 2002)
- Mariano Fioravanti, ex calciatore italiano (Ascoli Piceno, n. 1968)
- Mariano González, ex calciatore argentino (Tandil, n. 1981)
- Mariano Gómez, calciatore argentino (Esperanza, n. 1999)
- Mariano Hoyas, ex calciatore spagnolo (San Sebastián, n. 1970)
- Mariano Izco, ex calciatore e procuratore sportivo argentino (Buenos Aires, n. 1983)
- Mariano Juan, ex calciatore argentino (Buenos Aires, n. 1976)
- Mariano Marchetti, ex calciatore italiano (Bassano del Grappa, n. 1960)
- Marianín, ex calciatore spagnolo (Fabero, n. 1946)
- Mariano, calciatore brasiliano (São João, n. 1986)
- Mariano Martín, calciatore spagnolo (Dueñas, n. 1919 - Cabrils, † 1998)
- Mariano Melonari, ex calciatore italiano (Falconara Marittima, n. 1938)
- Mariano González Maroto, calciatore spagnolo (Malaga, n. 1984)
- Mariano Nichele, calciatore uruguaiano (Parque del Plata, n. 2000)
- Mariano Peralta Bauer, calciatore argentino (Adrogué, n. 1998)
- Mariano Pernía, ex calciatore argentino (Tandil, n. 1977)
- Mariano Pesoa, ex calciatore paraguaiano (n. 1952)
- Mariano Riva, ex calciatore italiano (Tortona, n. 1953)
- Mariano Rossi, calciatore italiano (Vicenza, n. 1914)
- Mariano Sabatini, calciatore italiano
- Mariano Santiago, calciatore argentino (Buenos Aires, n. 2001)
- Mariano Sotgia, ex calciatore italiano (Oschiri, n. 1969)
- Mariano Stendardo, ex calciatore italiano (Napoli, n. 1983)
- Mariano Tansini, calciatore, allenatore di calcio e dirigente sportivo italiano (Codogno, n. 1903 - Padova, † 1968)
- Mariano Trípodi, ex calciatore argentino (Buenos Aires, n. 1987)
- Mariano Troilo, calciatore argentino (Córdoba, n. 2003)
- Mariano Vázquez, calciatore argentino (Mar del Plata, n. 1992)
- Mariano Yurrita, calciatore spagnolo (San Sebastián, n. 1904 - † 1976)

## Cantanti(2)
- Mariano Apicella, cantante e chitarrista italiano (Napoli, n. 1962)
- Mariano Deidda, cantante, musicista e cantautore italiano (Iglesias, n. 1961)

## Cardinali(4)
- Mariano Benito Barrio Fernández, cardinale spagnolo (Jaca, n. 1805 - Valencia, † 1876)
- Mariano Falcinelli Antoniacci, cardinale, abate e arcivescovo cattolico italiano (Assisi, n. 1806 - Roma, † 1874)
- Mariano Pierbenedetti, cardinale e vescovo cattolico italiano (Camerino, n. 1538 - Roma, † 1611)
- Mariano Rampolla del Tindaro, cardinale e arcivescovo cattolico italiano (Polizzi Generosa, n. 1843 - Roma, † 1913)

## Cestisti(4)
- Mariano Cantoni, ex cestista italiano (Chiuro, n. 1970)
- Mariano Castets, ex cestista argentino (Bahía Blanca, n. 1983)
- Mariano Ortiz, cestista portoricano (Toa Baja, n. 1944 - † 2022)
- Mariano Tolentino, cestista filippino (Cavite, n. 1928 - † 1998)

## Ciclisti su strada(5)
- Mariano Cañardo, ciclista su strada spagnolo (Olite, n. 1906 - Barcellona, † 1987)
- Mariano Díaz, ciclista su strada spagnolo (Villarejo de Salvanés, n. 1939 - Madrid, † 2014)
- Mariano Martínez, ex ciclista su strada spagnolo (Burgos, n. 1948)
- Mariano Piccoli, ex ciclista su strada italiano (Trento, n. 1970)
- Mariano Rojas, ciclista su strada spagnolo (Cieza, n. 1973 - Murcia, † 1996)

## Comici(1)
- Mariano Bruno, comico italiano (Napoli, n. 1979)

## Compositori(4)
- Mariano Bartolucci, compositore e direttore di banda italiano (Bastia Umbra, n. 1881 - Perugia, † 1976)
- Detto Mariano, compositore, arrangiatore e paroliere italiano (Monte Urano, n. 1937 - Milano, † 2020)
- Mariano Garau, compositore italiano (Iglesias, n. 1952)
- Mariano Mores, compositore, pianista e direttore d'orchestra argentino (San Telmo, n. 1918 - Buenos Aires, † 2016)

## Condottieri(1)
- Mariano Abignente, condottiero italiano (Sarno, n. 1471 - Sarno)

## Costumisti(1)
- Mariano Tufano, costumista italiano (Napoli, n. 1968)

## Danzatori(1)
- Mariano Frúmboli, ballerino argentino

## Dirigenti sportivi(2)
- Mariano Fernández, dirigente sportivo e ex calciatore argentino (Olavarría, n. 1978)
- Mariano Giallorenzo, dirigente sportivo e ex ciclista su strada italiano (San Pietro al Tanagro, n. 1982)

## Editori(1)
- Mariano Vasi, editore e imprenditore italiano (Roma, n. 1744 - Roma)

## Entomologi(1)
- Mariano de la Paz Graëlls y de la Aguera, entomologo spagnolo (Tricio, n. 1809 - Madrid, † 1898)

## Filosofi(2)
- Mariano Artigas, filosofo e presbitero spagnolo (Saragozza, n. 1938 - Pamplona, † 2006)
- Mariano Rosati, filosofo e poeta italiano (Lenola, n. 1894 - Castellammare di Stabia, † 1973)

## Fisici(1)
- Mariano Pierucci, fisico italiano (Pisa, n. 1893 - Pisa, † 1976)

## Francescani(1)
- Mariano Biondi, francescano italiano (Barbiano - Lugo, † 1495)

## Generali(2)
- Mariano Álvarez, generale e politico filippino (Noveleta, n. 1818 - Cavite, † 1924)
- Mariano Álvarez de Castro, generale spagnolo (Granada, n. 1749 - Figueras, † 1810)

## Giocatori di baseball(1)
- Mariano Rivera, ex giocatore di baseball panamense (Panama, n. 1969)

## Giocatori di beach volley(1)
- Mariano Baracetti, ex giocatore di beach volley argentino (Buenos Aires, n. 1974)

## Giocatori di polo(1)
- Mariano Aguerre, giocatore di polo argentino (Pilar, n. 1969)

## Giornalisti(3)
- Mariano de Cavia, giornalista spagnolo (Saragozza, n. 1855 - Madrid, † 1920)
- Mariano Pintus, giornalista e politico italiano (Luras, n. 1916 - Roma, † 1983)
- Mariano Sabatini, giornalista, conduttore radiofonico e scrittore italiano (Roma, n. 1971)

## Giuristi(2)
- Mariano Socini il vecchio, giurista italiano (Siena, n. 1401 - Siena, † 1467)
- Mariano Socini il giovane, giurista italiano (Siena, n. 1482 - Bologna, † 1556)

## Imprenditori(1)
- Mariano Dallapè, imprenditore italiano (Brusino di Cavedine, n. 1846 - † 1928)

## Ingegneri(2)
- Mariano di Jacopo, ingegnere italiano (Siena, n. 1381)
- Mariano Panebianco, ingegnere e architetto italiano (Acireale, n. 1847 - Acireale, † 1915)

## Mafiosi(2)
- Mariano Agate, mafioso italiano (Mazara del Vallo, n. 1939 - Mazara del Vallo, † 2013)
- Mariano Asaro, mafioso italiano (Castellammare del Golfo, n. 1950)

## Magistrati(1)
- Mariano D'Amelio, magistrato e politico italiano (Napoli, n. 1871 - Roma, † 1943)

## Matematici(1)
- Mariano Giaquinta, matematico italiano (Caltagirone, n. 1947)

## Medici(4)
- Mariano Azuela, medico e scrittore messicano (Lagos de Moreno, n. 1873 - Città del Messico, † 1952)
- Mariano Luigi Patrizi, medico italiano (Recanati, n. 1866 - Bologna, † 1935)
- Mariano Santo, medico italiano (Barletta, n. 1488 - Roma, † 1577)
- Mariano Semmola, medico, filosofo e politico italiano (Napoli, n. 1831 - Napoli, † 1896)

## Mezzofondisti(1)
- Mariano García, mezzofondista spagnolo (Fuente Álamo de Murcia, n. 1997)

## Militari(9)
- Mariano Roque Alonso, militare e politico paraguaiano († 1853)
- Mariano d'Ayala Godoy, militare e aviatore italiano (Padova, n. 1896 - Padova, † 1918)
- Mariano d'Ayala, militare, politico e scrittore italiano (Messina, n. 1808 - Napoli, † 1877)
- Mariano Borgatti, militare italiano (Bondeno, n. 1853 - Roma, † 1933)
- Mariano Machì, militare italiano (Palermo, n. 1963)
- Mariano Majani, militare italiano (Orbetello, n. 1899 - Roma, † 1969)
- Mariano Osorio, militare e politico spagnolo (Siviglia, n. 1777 - L'Avana, † 1819)
- Mariano Paredes y Arrillaga, militare e politico messicano (Città del Messico, n. 1797 - Città del Messico, † 1849)
- Mariano Rossini, militare italiano (Ancona, n. 1894 - Alba, † 1983)

## Modelli(1)
- Mariano Di Vaio, modello, blogger e attore italiano (Assisi, n. 1989)

## Monaci cristiani(1)
- Mariano Scoto, monaco cristiano e storico irlandese (Irlanda, n. 1028 - Magonza, † 1082)

## Musicologi(1)
- Mariano Soriano Fuertes, musicologo e insegnante spagnolo (Murcia, n. 1817 - Madrid, † 1880)

## Oncologi(1)
- Mariano Bizzarri, oncologo e saggista italiano (Roma, n. 1957)

## Pallanuotisti(1)
- Mariano Trigo, pallanuotista spagnolo (Barcellona, n. 1900 - Barcellona, † 1990)

## Parolieri(1)
- Calibi, paroliere e produttore discografico italiano (Milano, n. 1911 - Milano, † 1997)

## Partigiani(1)
- Mariano Buratti, partigiano e militare italiano (Bassano Romano, n. 1902 - Roma, † 1944)

## Patrioti(2)
- Mariano Delli Franci, patriota italiano (Napoli, n. 1819 - Napoli, † 1884)
- Mariano Stabile, patriota e politico italiano (Palermo, n. 1806 - Palermo, † 1863)

## Pittori(13)
- Mariano Abad y Navarro, pittore spagnolo
- Mariano Agosta, pittore italiano (Licodia Eubea, n. 1850 - Licodia Eubea, † 1927)
- Mariano Akerman, pittore, architetto e storico argentino (Buenos Aires, n. 1963)
- Mariano Barbasán, pittore spagnolo (Saragozza, n. 1864 - Saragozza, † 1924)
- Mariano Cusmano, pittore italiano (Licodia Eubea, n. 1600 - Licodia Eubea, † 1680)
- Mariano Fortuny y Madrazo, pittore, stilista e scenografo spagnolo (Granada, n. 1871 - Venezia, † 1949)
- Mariano Fracalossi, pittore italiano (Trento, n. 1923 - Trento, † 2004)
- Mariano Graziadei, pittore italiano (Pescia - † 1530)
- Mariano di ser Austerio, pittore italiano (Perugia)
- Mariano Riccio, pittore italiano (Messina, n. 1510 - Messina, † 1593)
- Mariano Rocchi, pittore, collezionista d'arte e antiquario italiano (Perugia, n. 1855 - Roma, † 1943)
- Mariano Rossi, pittore italiano (Sciacca, n. 1731 - Roma, † 1807)
- Mariano Salvador Maella, pittore spagnolo (Valencia, n. 1739 - Madrid, † 1819)

## Poeti(3)
- Mariano Aristuto, poeta, scenografo e geologo italiano (Caltanissetta, n. 1688 - † 1769)
- Mariano, poeta romano
- Mariano Melgar, poeta peruviano (Arequipa, n. 1790 - Umachiri, † 1815)

## Politici(23)
- Mariano Acosta, politico argentino (Buenos Aires, n. 1825 - Buenos Aires, † 1893)
- Mariano Arana, politico e architetto uruguaiano (Montevideo, n. 1933 - Montevideo, † 2023)
- Mariano Arista, politico e generale messicano (San Luis Potosí, n. 1802 - Lisbona, † 1855)
- Mariano Baptista, politico boliviano (Calchani, n. 1832 - Cochabamba, † 1907)
- Mariano Cittadini, politico italiano (Terni, n. 1873 - Terni, † 1939)
- Mariano Costa, politico e antifascista italiano (Trapani, n. 1879 - Trapani, † 1950)
- Mariano Delogu, politico e dirigente sportivo italiano (Borore, n. 1933 - Cagliari, † 2016)
- Mariano Guzzini, politico italiano (Recanati, n. 1943 - Ancona, † 2022)
- Mariano Herencia Zevallos, politico peruviano (Cusco, n. 1821 - Chincha Alta, † 1873)
- Mariano Indelicato, politico italiano (Palermo, n. 1829 - Roma, † 1897)
- Mariano La Via, politico, avvocato e glottologo italiano (Nicosia, n. 1868 - Roma, † 1931)
- Mariano Marcos, politico, avvocato e insegnante filippino (Batac, n. 1897 - Bacnotan, † 1945)
- Mariano Moreno, politico, giurista e giornalista argentino (Buenos Aires, n. 1778 - Acque internazionali, † 1811)
- Mariano Ospina Rodríguez, politico colombiano (Guasca, n. 1806 - Medellín, † 1885)
- Mariano Poletto, politico italiano (Vicenza, n. 1907 - † 1987)
- Mariano Ignacio Prado, politico peruviano (Huánuco, n. 1826 - Parigi, † 1901)
- Mariano Rajoy, politico spagnolo (Santiago di Compostela, n. 1955)
- Mariano Rosati, politico italiano (Como, n. 1879 - Como, † 1967)
- Mariano Rumor, politico italiano (Vicenza, n. 1915 - Vicenza, † 1990)
- Mariano Scarpa, politico italiano (Bolotana, n. 1933)
- Mariano Trombetta, politico italiano (Genova, n. 1910 - † 1984)
- Mariano Trías, politico filippino (n. 1868 - † 1914)
- Mariano Luis de Urquijo, politico, diplomatico e letterato spagnolo (Bilbao, n. 1769 - Parigi, † 1817)

## Predicatori(1)
- Mariano da Genazzano, predicatore italiano (Genazzano, n. 1412 - Sessa, † 1498)

## Presbiteri(8)
- Mariano Arciero, presbitero italiano (Contursi Terme, n. 1707 - Napoli, † 1788)
- Mariano de Jesús Euse Hoyos, presbitero colombiano (Yarumal, n. 1845 - Angostura, † 1926)
- Mariano Fazio, presbitero, storico e filosofo argentino (Buenos Aires, n. 1960)
- Mariano Gómez, presbitero, scrittore e educatore filippino (Manila, n. 1799 - Manila, † 1872)
- Mariano da Alcamo, presbitero italiano (Alcamo - Palermo, † 1621)
- Mariano di San Giuseppe, presbitero spagnolo (Igorre, n. 1857 - Villanueva del Arzobispo, † 1936)
- Mariano da Torino, presbitero, conduttore radiofonico e conduttore televisivo italiano (Torino, n. 1906 - Roma, † 1972)
- Mariano Matamoros, presbitero e patriota messicano (Città del Messico, n. 1770 - Valladolid, † 1814)

## Principi(1)
- Mariano Hugo di Windisch-Graetz, principe e diplomatico austriaco (Trieste, n. 1955)

## Registi(5)
- Mariano Baino, regista e sceneggiatore italiano (Napoli, n. 1967)
- Mariano Cohn e Gastón Duprat, regista e autore televisivo argentino (Villa Ballester, n. 1975)
- Mariano Lamberti, regista, sceneggiatore e poeta italiano (Pompei, n. 1967)
- Mariano Laurenti, regista e sceneggiatore italiano (Roma, n. 1929 - Gubbio, † 2022)
- Mariano Ozores, regista e sceneggiatore spagnolo (Madrid, n. 1926 - Madrid, † 2025)

## Religiosi(5)
- Mariano d'Acerenza, religioso italiano (Acerenza - Grumentum, † 303)
- Mariano da Roccacasale, religioso italiano (Roccacasale, n. 1778 - Bellegra, † 1866)
- Mariano di Évaux, religioso e santo franco (Bourges - Évaux)
- Mariano Cordovani, religioso, teologo e docente italiano (Serravalle di Bibbiena, n. 1883 - Roma, † 1950)
- Mariano Morini, religioso e fisico italiano (Parma, n. 1732 - Parma, † 1801)

## Retori(1)
- Mariano Valguarnera, oratore, filologo e storico italiano (Palermo, n. 1564 - Palermo, † 1634)

## Rugbisti a 15(1)
- Mariano Galarza, rugbista a 15 argentino (Veinticinco de Mayo, n. 1986)

## Scacchisti(1)
- Mariano Castillo, scacchista cileno (Buin, n. 1905 - Santiago del Cile, † 1970)

## Scenografi(1)
- Mariano Mercuri, scenografo italiano (Ancona, n. 1928 - Fortunago, † 2019)

## Scrittori(3)
- Mariano Baino, scrittore e poeta italiano (Napoli, n. 1953)
- Mariano Picón Salas, scrittore, diplomatico e storico venezuelano (Mérida, n. 1901 - Caracas, † 1965)
- Mariano José de Larra, scrittore e giornalista spagnolo (Madrid, n. 1809 - Madrid, † 1837)

## Scultori(1)
- Mariano Benlliure, scultore spagnolo (Valencia, n. 1862 - Madrid, † 1947)

## Siepisti(1)
- Mariano Scartezzini, ex siepista italiano (Trento, n. 1954)

## Sovrani(4)
- Mariano I di Arborea, re († 1070)
- Mariano III di Arborea, sovrano († 1321)
- Mariano II d'Arborea, sovrano (Oristano - Oristano, † 1297)
- Mariano I di Torres, sovrano

## Storici(1)
- Mariano Gabriele, storico italiano (Roma, n. 1927 - Sabaudia, † 2022)

## Tennisti(2)
- Mariano Navone, tennista argentino (Nueve de Julio, n. 2001)
- Mariano Zabaleta, ex tennista argentino (Tandil, n. 1978)

## Teologi(1)
- Mariano Borgognoni, teologo e politico italiano (Lisciano Niccone, n. 1954)

## Umanisti(1)
- Mariano Vittori, umanista, teologo e vescovo cattolico italiano (Rieti, n. 1485 - Rieti, † 1572)

## Vescovi cattolici(5)
- Mariano Crociata, vescovo cattolico italiano (Castelvetrano, n. 1953)
- Mariano De Nicolò, vescovo cattolico italiano (Cattolica, n. 1932 - Coriano, † 2020)
- Mariano Gaviola y Garcés, vescovo cattolico filippino (Dansalan, n. 1922 - † 1998)
- Mariano Palermo, vescovo cattolico italiano (Maletto, n. 1825 - Piazza Armerina, † 1903)
- Mariano de Racciaccaris, vescovo cattolico italiano (Tivoli - L'Aquila, † 1592)

## Senza attività specificata(6)
- Mariano II Torchitorio II
- Mariano V d'Arborea († 1407)
- Mariano I Salusio I († 1058)
- Mariano II di Torres (Sassari - † 1232)
- Mariano Rabino, ex politico italiano (Bra, n. 1970)
- Mariano IV d'Arborea (Oristano, n. 1319 - Oristano, † 1375)